# 速灭威
速灭威（英語：Metolcarb，m-Tolyl methylcarbamate，缩写MTMC）化学式C9H11NO2，是一种氨基甲酸酯类的杀虫剂和杀螨剂，中等毒性。它可以甲基氨基甲酰氯和3-甲基苯酚为原料反应得到。